# Jean-Luc Blanche
Pour les articles homonymes, voir Blanche.
Jean-Luc Blanche, né le 19 février 1958, et surnommé « le routard du viol », est un violeur multirécidiviste et voleur. Il reproduit souvent le même mode opératoire pour le viol. Il repère sa victime, s'introduit chez elle la nuit, lui lie les mains et l'entraîne dans sa voiture, en dehors de la ville, sous la menace d'une arme blanche. Ensuite, il terrorise sa victime pour augmenter son emprise sur elle, la viole une fois ou à plusieurs reprises, généralement en pleine campagne. Ses pulsions étant alors apaisées, il se comporte en copain ou même en compagnon prévenant, et ramène sa victime chez elle.
En 1992, Blanche est condamné à l'emprisonnement pour une première série de viols. Remis en liberté en 2002 malgré des expertises psychiatriques défavorables, Blanche reprend ses viols en 2003. Arrêté la même année, il subit un deuxième procès qui fait manchette, car la police française n'a pu procéder à son arrestation puisque que Blanche a agi dans plusieurs départements qui ne partagent pas leurs informations judiciaires. La médiatisation nationale de l'affaire mène à la création du Fichier judiciaire automatisé des auteurs d'infractions sexuelles.

## Biographie
Jean-Luc Blanche est né le 19 février 1958, il est le sixième d'une fratrie de 14 enfants. Comme beaucoup de ses frères et sœurs, il est placé très jeune en famille d'accueil pour maltraitance. À 8 ans, il retourne dans sa famille à Pauvres dans les Ardennes.
À 17 ans, Blanche devient garçon de ferme et est condamné une première fois. Il fait plusieurs séjours en prison pour vol et falsification de chèques. Il vole des voitures et des cartes bancaires.
En 1982, Jean-Luc Blanche quitte les Ardennes, se marie et s'installe rue des jardins à Caen dans le Calvados. Il continue les délits. Il ne supporte pas que sa femme demande le divorce en 1990 après sa septième condamnation,.

## Première série de viols
Le 27 août 1990, Jean-Luc Blanche enlève son ex-femme, l'emmène en voiture dans une forêt où il la viole à plusieurs reprises. Ensuite, il tente de l'étrangler avec une cordelette, qui se casse. Il la ramène en voiture chez elle, mais à un arrêt, elle ouvre sa portière et s'enfuit.
Le 5 septembre 1990, rue des jardins à Caen, Blanche s'introduit la nuit chez Nathalie, la menace avec une bombe lacrymogène et un couteau, puis l'emmène en voiture dans une forêt où il la viole. Il la ramène ensuite en voiture chez elle, mais elle saute en marche et s'enfuit.
Le 14 septembre 1990, rue des jardins à Caen, Blanche s'introduit la nuit chez Clara, la menace de son couteau, la ligote et la viole. Ensuite, il discute longuement avec elle, lui vole l'argent qu'elle a dans son sac à main et part de chez elle en l'abandonnant ligotée.
Blanche est condamné en septembre 1992 par la cour d'assises de Caen et la cour d'assises d'Évry à vingt ans de réclusion criminelle,,,,,.
Le 25 septembre 2002, il est libéré de la prison de Caen en bénéficiant de remises de peine et de grâces. Les expertises psychiatriques disaient pourtant de Blanche que c'est un « pervers narcissique susceptible de récidiver »,. Il s'installe à Reims, dans la Marne, avec sa nouvelle compagne (non nommée),,.

## Deuxième série de viols
Fin avril 2003, à Vouziers dans les Ardennes, Jean-Luc Blanche commet des attouchements sexuels sur Nadia, 9 ans, la fille de sa compagne. Il menace sa conjointe de la « zigouiller » si elle en parle ou si elle porte plainte,,,,.
Le 21 juin 2003, à Reims, deux pensionnaires d'un foyer : Aurore 12 ou 13 ans et la seconde de 17 ans fuguent pour aller à la Fête de la Musique. Jean-Luc Blanche et son frère Bruno les hébergent, leur font boire de l'alcool avant de les violer. Le lendemain après-midi, l'un des frères ramène les adolescentes au foyer,,.
Le 12 juillet 2003, sa première compagne se décide à quitter Jean-Luc Blanche. Elle se rend à la gendarmerie de Vouziers et porte plainte contre lui pour les abus sexuels commis sur sa fille Nadia. Les gendarmes convoquent Blanche à la gendarmerie. Il s'y présente le 13 juillet 2003, et est placé en garde à vue. À la suite de l'interrogatoire, il est mis en examen à Charleville-Mézières. Le juge des libertés et de la détention Paul-André Breton décide de placer Blanche sous contrôle judiciaire, avec interdiction d'entrer en contact avec son ex-compagne et sa fille : la victime (Nadia) ainsi que les témoins. 
Mais les mises en garde des experts psychiatres ne sont pas mentionnées dans le dossier judiciaire de Blanche. Malgré le lourd casier judiciaire et l'avis défavorable du procureur, le juge des libertés et de la détention estime que les preuves sont insuffisantes et Blanche est relâché,,,,,,,.
Le 27 juillet 2003, à Fontaine-la-Soret dans l'Eure, vers 11 h, sur une aire de repos de la RN13, Blanche tente d'étrangler Charlotte, qui se débat, mais il prend le dessus, la viole et s'enfuit. En état de choc durant un long moment, Charlotte n'a pas la présence d'esprit de relever la plaque d'immatriculation de la voiture de Blanche. Par la suite, elle porte plainte à la gendarmerie de Bernay.
Dans la nuit du 9 août 2003, Blanche s'introduit par une fenêtre laissée ouverte chez son ex-compagne à Vouziers. Il prend un couteau dans la cuisine, l'agresse, la frappe et l'assomme et détruit une partie des biens de la jeune femme. 
Une voisine, alertée par les cris de ses deux filles, alerte la gendarmerie. Entretemps, Blanche s'enfuit. Les gendarmes s'aperçoivent qu'il n'a pas respecté son contrôle judiciaire, qu'il ne s'est plus présenté à son travail depuis le 13 juillet, qu'il n'a jamais dormi à Reims, chez sa mère et n'a jamais pointé au commissariat, conditions posées par le juge des libertés et de la détention. 
Le 13 août 2003, un mandat d'arrêt est lancé contre Blanche ; il est ainsi inscrit au fichier des personnes recherchées (FPR),,.
Dans la nuit du 25 au 26 août 2003, entre 4 h et 5 h, rue des Jardins à Caen, Jean-Luc Blanche pénètre dans le studio au premier étage de Céline, étudiante de 19 ans. Après lui avoir ligoté les mains dans le dos, il lui demande d'aller retirer de l'argent à un distributeur automatique. 
Ils sortent du studio et Blanche entraîne Céline dans une voiture volée, une Volkswagen Polo noire. Au lieu de se diriger vers le centre-ville, il quitte la ville et se dirige vers la campagne. Il se gare près de Pont-l'évêque sur un petit chemin de terre. Il prétend alors faire partie d'un réseau de trafiquants d'êtres humains et doit livrer Céline à des complices russes ou turcs, pour qu'elle soit prostituée en Europe de l'Est. Il lui propose de ne pas la livrer à ses complices et de la relâcher si elle accepte d'avoir des relations sexuelles avec lui. Blanche l'emmène dans une petite clairière où il la viole. Puis il essaye de discuter avec Céline, et de l'apitoyer sur son sort en lui disant que sa femme l'a quitté. Ils repartent en voiture. Mais Blanche arrête la voiture à plusieurs reprises, et il soumet Céline à un chantage psychologique en faisant semblant d'hésiter, et en lui disant que s'il la relâche, il perd un contrat et certainement la confiance de ses complices. Céline finit par céder. Il arrête la voiture sur un chemin agricole près d'un champ de maïs où il la viole de nouveau beaucoup plus longuement et brutalement. Ils repartent en direction de Caen et Blanche avoue à Céline qu'il lui a menti. Céline réalisant à quel point il l'a manipulée, est révoltée. 
L'homme arrête la voiture et menace Céline avec un cutter, puis lui propose qu'ils partent ensemble dans le Sud de la France. Céline retire la clé de la voiture du contact, la jette par la fenêtre avec le téléphone portable de Blanche et s'empare du cutter. Il sort de la voiture et ramasse la clé de la voiture. Céline fouille dans le sac de Blanche et discrètement prend dans son portefeuille le permis de conduire du violeur. Céline se met au volant de la voiture en menaçant l'homme avec le cutter et ils repartent en direction de Caen. Blanche, désemparé, promet qu'il ne fera plus rien. Céline gare la voiture devant chez elle. Alors qu'elle l'avait à sa merci et aurait pu lui tailler la carotide pour le neutraliser avant de conduire à la gendarmerie son cadavre, puisqu'elle a son identité avec son permis de conduire, elle se contente de jeter un coup d'œil au document qu'elle a pris, avant de le lui rendre et de rentrer chez elle. Jean-Luc Blanche repart donc libre avec sa voiture.
Le 26 août 2003, Céline porte plainte au commissariat de Caen. Les policiers vont avec Céline sur les lieux qu'elle leur a indiqués. Sur le lieu du second viol près du champ de maïs, les policiers trouvent des préservatifs usagés utilisés par Blanche et son téléphone portable, à l'endroit où Céline l'avait jeté par la fenêtre de la voiture et que bizarrement, il n'est pas revenu chercher ensuite,,.
La nuit du 1er septembre 2003, à Orsay dans l'Essonne, Jean-Luc Blanche entre par une fenêtre ouverte chez Martine, une attachée de direction de 38 ans. Il l'oblige à boire de l'alcool, l'enlève, la menace de la placer dans un bordel et l'emporte près de Dijon en Côte-d'Or, où il la viole plusieurs fois avant de la ramener chez elle. L'homme menace Martine de revenir si elle porte plainte. Dix jours plus tard, encouragée par sa tante, la femme porte plainte au commissariat de police de Besançon dans le Doubs,,.
Le 4 septembre 2003, à environ 4 h du matin, à Saint-Loup-Géanges en Saône-et-Loire, Blanche pénètre dans la maison de Solange, une négociatrice immobilière de 36 ans. Le mari de Solange vient de partir au travail. Blanche la menace avec un couteau, lui ligote les mains dans le dos et l’entraîne dans le couloir. Le bruit réveille les deux enfants de Solange, qui l'interrogent sur le monsieur qui est avec elle. Elle les rassure en leur disant qu'elle va aider le monsieur dont la voiture est en panne. Les enfants se recouchent. L'homme entraîne Solange dans sa voiture. Pendant qu'il conduit, il raconte à Solange d'invraisemblables histoires de dettes de jeux qu'aurait contractées son mari, puis de gangs ayant pris le véhicule de son mari pour commettre un cambriolage et l'ayant chargé d'enlever Solange pour s'assurer du silence de son mari. Blanche gare la voiture dans un chemin forestier, fait sortir la femme de la voiture, puis avec une ficelle il simule une strangulation. Ils repartent en voiture jusqu'à une vieille maison inhabitée et isolée dans la Drôme, dont il a volé les clés. L'homme attache Solange les bras en croix devant la cheminée, l'oblige à boire des alcools forts, la déshabille et lui passe la lame d'un couteau sur le corps. Quand la femme est ivre morte, Blanche la détache, l'allonge sur le lit, la viole, puis a des gestes tendres envers elle. Le 5 septembre au matin, l'homme propose à Solange de se doucher et prépare le petit déjeuner. Ils repartent en voiture, en direction de la maison de Solange. Blanche emprunte le téléphone portable de Solange pour téléphoner à sa mère pour l'informer qu'il sera présent à son anniversaire chez elle à Reims. L'homme gare la voiture sur un parking à l'entrée de Chalon-sur-Saône pour fumer une cigarette, Solange se rebiffe et téléphone à son mari, elle lui explique où elle est et lui dit de venir la chercher dès que possible. Blanche, désemparé, s'enfuit,.

## Arrestation
Le dimanche 7 septembre 2003, Jean-Luc Blanche est arrêté à Reims au pied de l'immeuble ou réside sa mère et Rachida sa nouvelle concubine. Dans sa voiture, la police trouve la ficelle avec laquelle il ligotait les mains de ses victimes ou les strangulait, des cassettes audio de Céline (la victime de Caen du 26 août) et un baladeur CD de Céline.
Il déclare qu'en juin, Aurore a prétendu avoir plus de 15 ans et que les deux adolescentes fugueuses étaient consentantes. Le viol de la pensionnaire de 17 ans ne sera pas retenu par la justice.
Jean-Luc Blanche décrit à l'expert psychiatre qui l'examine des souvenirs traumatisants de son enfance, son père qui :
- casse une lampe à pétrole sur la tête de sa mère, lui provoquant des brûlures
- attache sa mère
- fait manger de la terre à sa mère
- viole ses petites sœurs
- l'enferme dans la cave pour une tache d'encre
- le pend par les pieds et le fouette avec une lanière[1]
- le met tout nu la nuit dehors et le fouette avec des orties[6] quand il a 5 ans
- l'attache à la niche à la place du chien et lui fait manger des excréments[2]

## Procès
Le 23 juin 2006, le procès de Jean-Luc Blanche et de son frère Bruno Blanche débute au tribunal de Charleville-Mézières dans les Ardennes,,,.
Chaque jour du procès, Jean-Luc entre dans le box des accusés en ayant fait une tentative de suicide. Le premier jour en se tailladant les veines du bras gauche, le deuxième jour en se tailladant la carotide, le troisième jour en se frappant la tête contre un mur, et le quatrième en se pendant dans les toilettes avec la chaîne de la chasse d'eau, mais la chaîne casse.
Jean-Luc se défend d'avoir fait du mal à ses victimes. Bruno nie le viol d'Aurore (la mineure fugueuse en juin). Bruno essaye d'apitoyer la cour, car il est en deuil : sa concubine Stéphanie Baudin, a été découverte morte chez elle le 9 juin.
Jean-Luc refuse de présenter des excuses à Solange (sa dernière victime) car il affirme qu'elle était consentante. Sa défense avance pour circonstances atténuantes son enfance maltraitée, pendant laquelle il n'a bénéficié ni d'amour, ni de racine, avec son père ouvrier agricole ultra-violent qui dresse ses enfants à la dure.
Pierrette Varin, leur mère, n'est pas capable de dire combien elle a eu d'enfants, ni leurs prénoms.
En juin 2006, Jean-Luc Blanche est condamné par la cour d'assises de Charleville-Mézières à la prison à perpétuité avec une peine de sûreté de 22 ans,,,,,,. Son frère Bruno est condamné à 8 ans d'emprisonnement, et en septembre 2008, il est de nouveau condamné à 30 ans de réclusion pour l'assassinat de sa compagne rémoise de 31 ans, Stéphanie Baudin, « qu'il pleurait » à son procès de 2006.
L'affaire fait grand bruit et contribue à la création du fichier des délinquants sexuels,.

### Documentaires télévisés
: document utilisé comme source pour la rédaction de cet article.
- « Jean-Luc Blanche, le routard du viol » en mai 2009 dans Faites entrer l'accusé présenté par Christophe Hondelatte sur France 2.
- « Le routard du viol » (deuxième reportage) dans « ... en Champagne-Ardenne » le 9 décembre 2013 dans Crimes sur NRJ 12.
- « Jean-Luc Blanche, le routard du viol » dans Crimes à l'Est sur France 3.